# Vynález zkázy
Vynález zkázy (1896, Face au drapeau) je vědeckofantastický dobrodružný román francouzského spisovatele Julesa Verna z jeho cyklu Podivuhodné cesty (Les Voyages extraordinaires). Ve francouzštině zní název knihy Tváří k praporu, česky román vyšel též pod názvem Tváří v tvář praporu vlasti.
K románu se váže i malý skandál. Postava vynálezce Thomase Rocha byla totiž tak podobná francouzskému chemikovi Eugenovi Turpinovi (1848 – 1927), že Turpin, který trpěl stihomamem, Verna zažaloval. Spisovatele u soudu obhajoval Raymond Poincaré, jeden z nejlepších tehdejších francouzských právních zástupců, a Verne byl nakonec shledán nevinným. Přesto však spisovatelova korespondence s jeho bratrem Paulem dokazuje, že Verne opravdu Turpina jako předlohu k Rochovi použil.

## Obsah románu

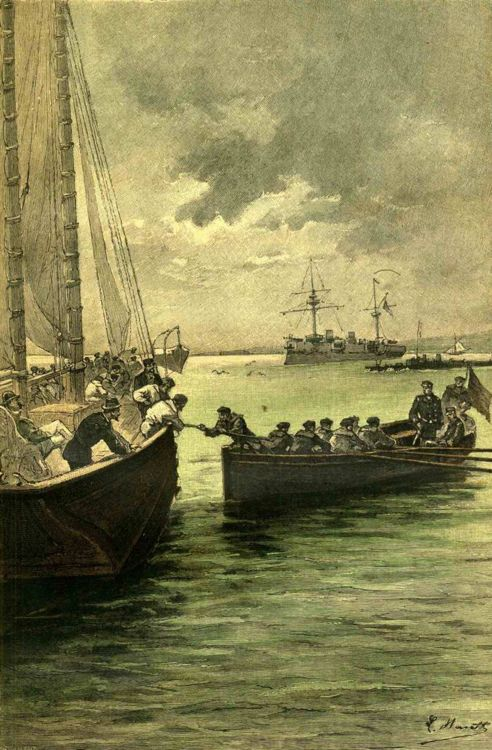
Vynález zkázy, původní ilustrace Léona Benetta.

V románu, který se odehrává kolem roku 1885, vypráví Jules Verne příběh francouzského vynálezce Thomase Rocha, který objevil strašlivou výbušninu a pokusil se ji prodat francouzské vládě. Pro Rochovy přehnané finanční požadavky však vláda obchod odmítla a poté ze stejného důvodu i vlády dalších velmocí. Vynálezce se nakonec nervově zhroutí a léčí se v nervovém sanatoriu. Toho využije pirát Kerr Karraje, známý též jako hrabě d'Artigas, který zbohatl na krádežích podmořských pokladů, a unese s pomocí své ponorky Rocha i s jeho ošetřovatelem Simonem Hartem na svou podzemní základnu na ostrůvku Back Cup v Bermudách.
Jméno ostrůvku bylo odvozeno od toho, že se podobal převrácenému šálku (anglicky Back Cup). Ostrůvek měl zvenčí kruhovitý tvar a v obvodu měřil asi dvanáct set metrů. Uvnitř byla obrovská jeskyně o ploše pěti hektarů. Většinu plochy zabíralo vnitřní jezero, vlastně laguna. Lagunu s vnějším mořem spojovala podzemní chodba dlouhá asi čtyřicet metrů, která byla natolik rozměrná, že dovnitř jeskyně mohla vplout pirátská ponorka. Obratným trikem vyvolal Kerr Karraje dojem, že ostrůvek je sopkou hrozící výbuchem. Otvorem na vrcholu ostrůvku stoupalo ven tolik dýmu (jednak ze zapálených vlhkých mořských řas, jednak z laboratoří, dílen a z elektrárny), že se nikdo neodvážil k ostrůvku přiblížit. Zde Kerr Karraje umožní Rochovi pracovat na jeho vynálezu, který chce využít pro ovládnutí světa. Simonu Hartovi se však podaří poslat podzemní chodbou v soudku dopis, v němž popsal místo, kde se s Rochem nacházejí, a nebezpečí, které světu hrozí.
V laboratořích na Back Cupu se Rochovi podaří jeho „vynález zkázy“ realizovat. Výbušnina je uložena do nábojů, které mohou být vystřeleny z jakýchsi bleskometů s dostřelem několika kilometrů a které fungují na principu samonaváděcí rakety. Mezitím Hartův dopis nachází šťastně svého adresáta, světové mocnosti se pod hrozbou porážky spojí a vyšlou k ostrůvku nejprve malou anglickou ponorku Sword, aby Harta a Rocha zachránila. Sword však je v podmořském tunelu zničen daleko silnější ponorkou pirátskou a piráti se začnou připravovat k obraně. Vyrobí šest set kusů Rochova bleskometu, které rozestaví na pobřeží Back Cupu jako obranu proti blížící se spojenecké flotile.
Když se flotila k ostrůvku přiblíží, je již ve vzdálenosti kolem sedmi kilometrů od pobřeží pomocí bleskometu zničen první křižník (britský). Druhá loď však před útokem vyvěsí francouzskou vlajku. Na tu nedokáže Thomas Roch vystřelit, neboť je to vlajka jeho vlasti. Uvědomí si, co způsobil, prchne do nitra ostrůvku a zde odpálí zbylou výbušninu. Celý ostrůvek je i s piráty rozmetán a při výbuchu zahyne také Roch i se svým vynálezem. Jediný, kdo přežije, je Simon Hart.

## Ilustrace
Knihu Vynález zkázy ilustroval Léon Benett.

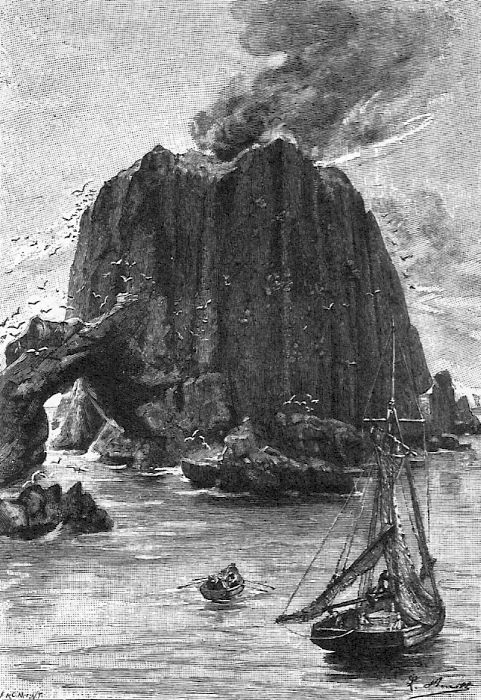
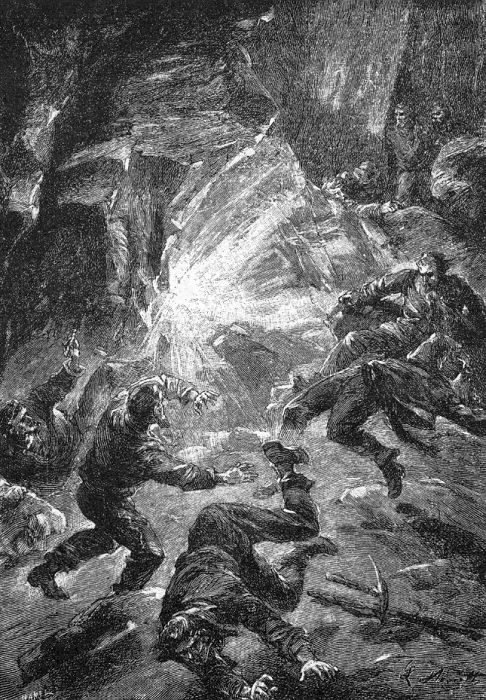
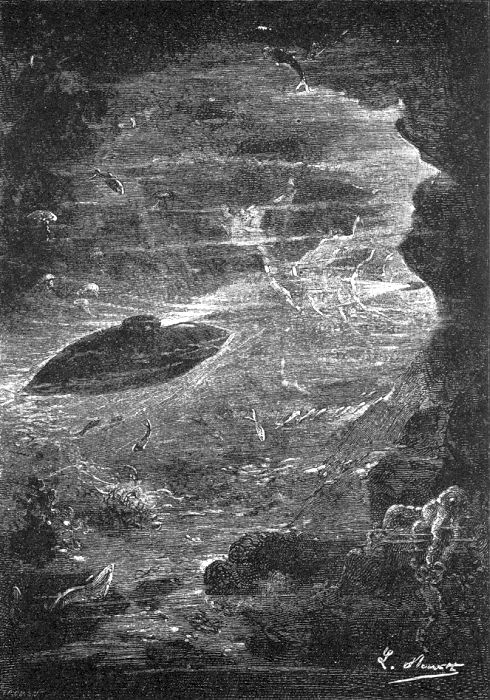
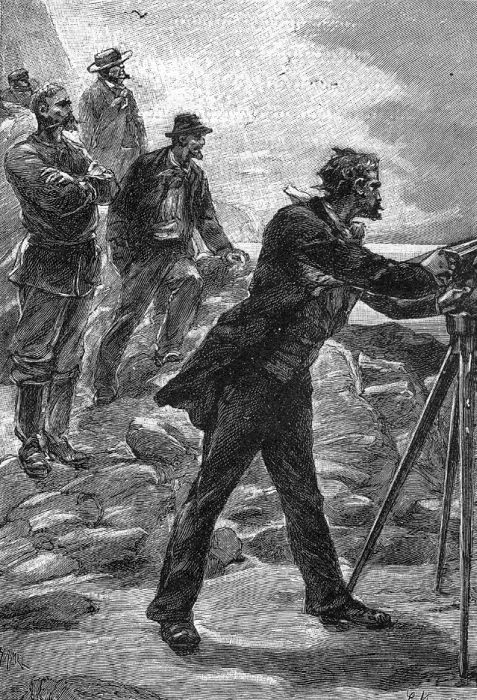
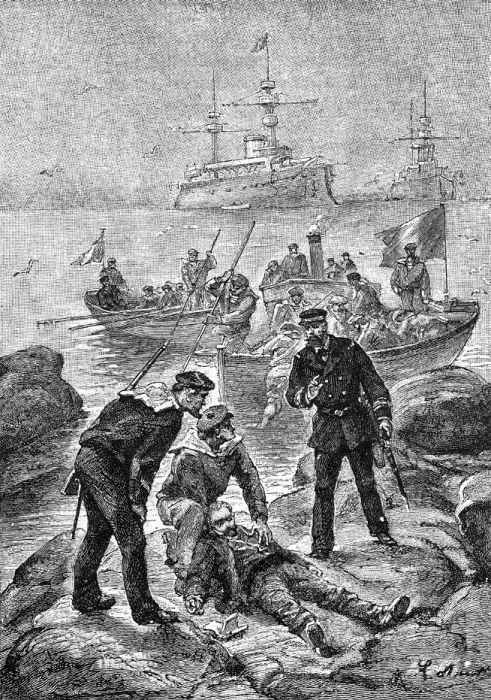

## Filmové adaptace
Podle knihy natočil roku 1958 český režisér Karel Zeman stejnojmenný film, který patří k mezinárodně nejúspěšnějším českým filmovým dílům.

## Česká vydání
- Vynález zkázy, Josef R. Vilímek, Praha 1897, přeložil Albín Straka,
- Tváří v tvář praporu vlasti, Bedřich Kočí, Praha 1910, přeložil Vítězslav Unzeitig,
- Vynález zkázy, Josef R. Vilímek, Praha 1931, přeložil Albín Straka,
- Vynález zkázy, Práce, Praha 1955, přeložil Zdeněk Hobzík,
- Vynález zkázy, SNDK, Praha 1959, přeložila Anna Kučerová, znovu 1962.
- Vynález zkázy a Ocelové město, SNDK, Praha 1966, přeložili Anna Kučerová a Václav Netušil,
- Vynález zkázy, Albatros, Praha 1993, přeložila Anna Kučerová,
- Vynález zkázy, Návrat, Brno 1997, přeložil Albín Straka, znovu 2001.
- Vynález zkázy, Nakladatelství Josef Vybíral, Žalkovice 2012, přeložil Albín Straka.
- Vynález zkázy, Omega, Praha 2015, přeložil Albín Straka.
- Vynález zkázy, Albatros, Praha 2023, převyprávěl Ondřej Neff,